# Camille Cé
Pour les articles homonymes, voir Cé.
Pour l’article ayant un titre homophone, voir Camille Sée.
Camille Cé, pour l'état civil Camille Chemin, né le 26 octobre 1878 à Rouen, mort le 12 juin 1959 à Paris 5e, est un écrivain français.

## Biographie
Issu d'une famille de marchands drapiers à Elbeuf au XVIIIe siècle, puis de notaires à Rouen au XIXe siècle, il est le fils d'Armand Chemin (Armand Menich en littérature) et Marie Barette.
Élève du lycée Corneille de Rouen, il y connaît les futurs artistes peintres Maurice Louvrier, Robert Antoine Pinchon et Pierre Dumont. En 1898-1899, il est engagé au 24e régiment d'infanterie.
Après avoir été reçu à l'agrégation d'anglais, il devient professeur d'anglais dans ce même lycée Corneille, puis au lycée de Cherbourg de 1905 à 1909 et à enfin à Paris en classes préparatoires, au lycée Saint-Louis.
Parallèlement, il mène une carrière littéraire, principalement en collaboration avec Jean Gaument, alias Ferdinand Verdier (1879-1931), donnant lieu à l'écriture à quatre mains de romans et contes se déroulant à Rouen ou à proximité.
Sa production est marquée par le souci de mettre en valeur les tournures de langages et le vocabulaire normands. Les thèmes principaux de ses œuvres concernent la vie des humbles (Le Livre des résignations - son unique recueil de poésies), des artistes (Le Squelette dans le placard), les drames sentimentaux (Plus vrai que la vie ; Plus loin que l'amour), l'exotisme (Dans la flamme de Malte) ; le fantastique (Le Fils Maublanc, prix Jules-Davaine de l'Académie française en 1928).
Critique littéraire, il est l'auteur d'un ouvrage d'analyse sur l'œuvre d'Édouard Estaunié (Regards sur l'œuvre d'Edouard Estaunié), dont l'inspiration est proche de la sienne. Ainsi, la remarque de Robert de Flers à Estaunié lors de son discours de réception sous la coupole, le 2 avril 1925, trouve à s'appliquer, en mode mineur, à l'œuvre de Camille Cé : « Vous avez écrit cinq ou six fois le roman de la détresse humaine ».
Il est également l'auteur de traductions de l'anglais (Le Roi Lear, de Shakespeare ; La Tragédie du vengeur de Cyril Tourneur) et un manuel d'anglais (English Alive).
Prix Langlois de l’Académie française en 1926.
Il est, avant la Seconde Guerre mondiale, le rédacteur en chef du bulletin de l'association « Les Normands de Paris ».
Une plaque avec un médaillon le représentant sont apposés sur sa maison natale au 12 bis rue de l'École à Rouen.

## Œuvres
- Le Livre des résignations, poèmes, éd. Sansot et Cie, 1908.
- Les Chandelles éteintes : contes normands, avec Jean Gaument, 1919.
- La Grand'route des hommes, avec Jean Gaument, 1923.
- Largue l'amarre, avec Jean Gaument, roman, 1924.

- Prix d’Académie (1925) de l’Académie française.
- Le Fils Maublanc, avec Jean Gaument, roman, Paris, Grasset, 1925 ou 1926 ; nouvelle édition : 1936, illustré par Raymond Dendeville.

- Prix Jules Davaine (1928) de l’Académie française.
- J'aurais tué, avec Jean Gaument, roman, 1927.

- Prix Jules Davaine (1928) de l’Académie française.
- Dans la flamme de Malte, avec Jean Gaument, roman, 1928.
- Plus vrai que la vie, avec Jean Gaument, roman, 1929.
- Échec au roi, avec Jean Gaument, roman, 1931.
- Plus loin que l'amour, avec Jean Gaument, roman, 1935.

- Prix Montyon (1936) de l’Académie française.
- Le Squelette dans le placard, roman, 1942.
- Mon enfance m'a dit…, 1946.
- Les Chansons élizabéthaines, avec Delattre Floris, 1948.